# Tour du Sud-Est
Le Tour du Sud-Est est une course cycliste sur route par étapes masculine, disputée dans le Sud-Est de la France. Vingt éditions ont été disputées entre 1919 et 1983.
La course a également portée le nom de Circuit de Provence, Circuit du Byrrh, Tour des Provinces du Sud-Est ou Circuit du Provençal.

## Présentation
Le Tour du Sud-Est est créé au lendemain de la Première Guerre mondiale, en 1919.
La compétition connaît plusieurs interruptions et changements de nom. Après deux premières éditions en tant que Circuit de Provence en 1919 et 1920, elle prend le nom de Tour du Sud-Est en 1924. Les éditions de 1927 à 1929 portent également l'appellation Circuit du Byrrh.
En fusionnant avec le Circuit des six provinces, le Tour du Sud-Est devient le Tour des Provinces du Sud-Est de 1955 à 1957. À la suite d'une autre fusion, avec le Tour du Var, la course est appelée Circuit du Provençal en 1964 et 1965.
Après 18 ans d'interruption, un Tour du Sud-Est est organisé par l'ancien coureur cycliste français Francis Ducreux en 1983 en remplacement du Tour de Corse.

## Palmarès
| Année                              | Vainqueur           | Deuxième                       | Troisième                                 |
| ---------------------------------- | ------------------- | ------------------------------ | ----------------------------------------- |
| Circuit de Provence                |                     |                                |                                           |
| 1919                               | Alfred Steux        | Gustave Ganay                  | Émile Lejeune                             |
| 1920                               | Francis Pélissier   | Henri Ferrara                  | Marcel Godard                             |
| 1921-1923                          | non organisé        | non organisé                   | non organisé                              |
| Tour du Sud-Est                    |                     |                                |                                           |
| 1924                               | Alfredo Binda       | Blaise Ameduri                 | Joseph Curtel                             |
| 1925                               | André Villevieille  | Jean Barthélémy                | Benoit Faure                              |
| 1926                               | José Pelletier      | Paul Tramier                   | Jean Hillarion                            |
| Tour du Sud-Est - Circuit du Byrrh |                     |                                |                                           |
| 1927                               | Marcel Maurel       | François Menta                 | Serge Bellagamba                          |
| 1928                               | François Menta      | Benoît Faure                   | Antoine Ciccione                          |
| 1929                               | Georges Cuvelier    | Louis Bajard                   | Gaspard Rinaldi                           |
| Tour du Sud-Est                    |                     |                                |                                           |
| 1938                               | Oreste Bernardoni   | Louis Aimar                    | Dante Gianello                            |
| 1939                               | Nello Troggi        | Fermo Camellini                | Dante Gianello                            |
| 1940-1949                          | non organisé        | non organisé                   | non organisé                              |
| 1950                               | Marius Bonnet       | Antonin Canavèse et Emile Rol  |                                           |
| 1951                               | Robert Bonnaventure | Jean Robic et Lucien Lazarides |                                           |
| 1952                               | Bernard Gauthier    | Gilbert Bauvin                 | Michel Llorca, René Genin et Esprit Maria |
| 1953                               | Roger Hassenforder  | Antonin Rolland Nello Lauredi  |                                           |
| 1954                               | Jean Dacquay        | Francis Siguenza               | Pierre Molineris                          |
| Tour des Provinces du Sud-Est      |                     |                                |                                           |
| 1955                               | Charly Gaul         | René Privat                    | Alfred De Bruyne                          |
| 1956                               | Jean Stablinski     | Pierre Gouget                  | Jean-Pierre Schmitz                       |
| 1957                               | Jean Graczyk        | Louis Rostollan                | Norbert Verougstraete                     |
| Tour du Sud-Est                    |                     |                                |                                           |
| 1958                               | Bernard Gauthier    | Emmanuel Busto                 | Roger Walkowiak                           |
| 1959                               | René Privat         | Raymond Mastrotto              | René Pavard                               |
| 1960                               | Tom Simpson         | Stéphane Lach                  | Valentin Huot                             |
| 1961                               | non organisé        | non organisé                   | non organisé                              |
| 1962                               | Gérard Thielin      | René Privat                    | Raymond Mastrotto                         |
| 1963                               | Jean-Claude Lebaube | Raymond Poulidor               | Henry Anglade                             |
| Circuit du Provençal               |                     |                                |                                           |
| 1964                               | Jean-Claude Annaert | Joseph Groussard               | Victor Van Schil                          |
| 1965                               | Federico Bahamontes | Jan Janssen                    | Tom Simpson                               |
| 1966-1982                          | non organisé        | non organisé                   | non organisé                              |
| Tour du Sud-Est                    |                     |                                |                                           |
| 1983                               | Jean-Marie Grezet   | Michel Laurent                 | Pascal Simon                              |